# モンテビデオ日本庭園
モンテビデオ日本庭園（モンテビデオにほんていえん、スペイン語: Jardín Japonés de Montevideo）は、ウルグアイの首都モンテビデオにある日本庭園。2001年9月24日開園。プラド区のフアン・マヌエル・ブラネス博物館の敷地内にある。

## 歴史

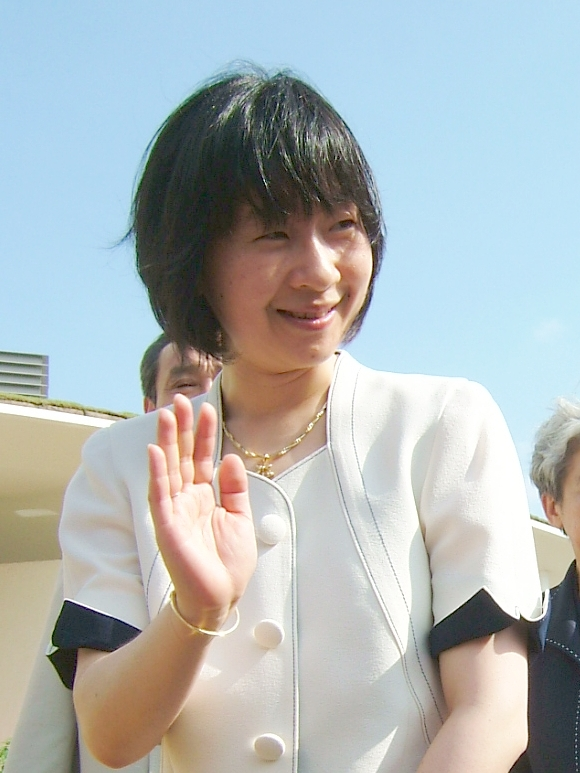
開園式に出席予定だった紀宮清子内親王

日本とウルグアイの国交は1921年9月24日に樹立された。国交樹立80周年記念事業の一環として、モンテビデオ県、アルゼンチンとウルグアイに拠点を置く日系企業、在ウルグアイの日本人会などが協力し、2001年9月24日にモンテビデオ日本庭園が開園した。開園式には紀宮清子内親王が出席予定であり、日本の皇族として初めてウルグアイを訪れる予定だったが、13日前の9月11日に発生したアメリカ同時多発テロ事件の影響で紀宮清子内親王のウルグアイ訪問は中止になり、在ウルグアイ日本国大使がメッセージを代読した。ウルグアイ側ではモンテビデオ市長やホルヘ・バジェ・イバニェス大統領夫人が列席している。紀宮清子内親王の顔やサクラを配した記念切手は予定どおり発行されている。紀宮清子内親王は2003年11月にウルグアイを初訪問した。
2011年3月11日の東日本大震災の際には、モンテビデオ日本庭園において、日本人会が主催した追悼式がおこなわれ、モンテビデオ県のリベロ副知事をはじめとする人間の安全保障資金協力被供与団体や日本での研修に参加した研修員など日本と関連のある市民約200人が参加した。在ウルグアイ日本国大使館の佐久間健一大使からは、日本人会のイニシアチブとウルグアイの方々の温かい気持ちに対して感謝の気持ちが述べられるとともに、東日本大震災を通じてこれまでの良好なウルグアイと日本の関係が更に強固なものになったと感じている旨の発言があった。リベロ副知事は「日本には、これまでの多くの困難を乗り越えて現在のような発展した社会を築いてきた経験がある。私は、日本が必ずや再度復活すると信じている」と述べた。

## 特色
入口の門には小泉純一郎首相直筆の「平成苑」という扁額が飾られている。園内には東屋、滝、池、ししおどし、雪見灯籠などが配置されている。日本を象徴する樹木であるサクラ、日本固有種のフジ、ウルグアイの国花であるセイボなどの木々が植えられている。庭園内の池には錦鯉が泳いでおり、池には太鼓橋が架けられている。
開園日は火曜日から日曜日、月曜日が閉園である。開館時間は12時から18時（冬季のみ17時まで）である。入場無料。

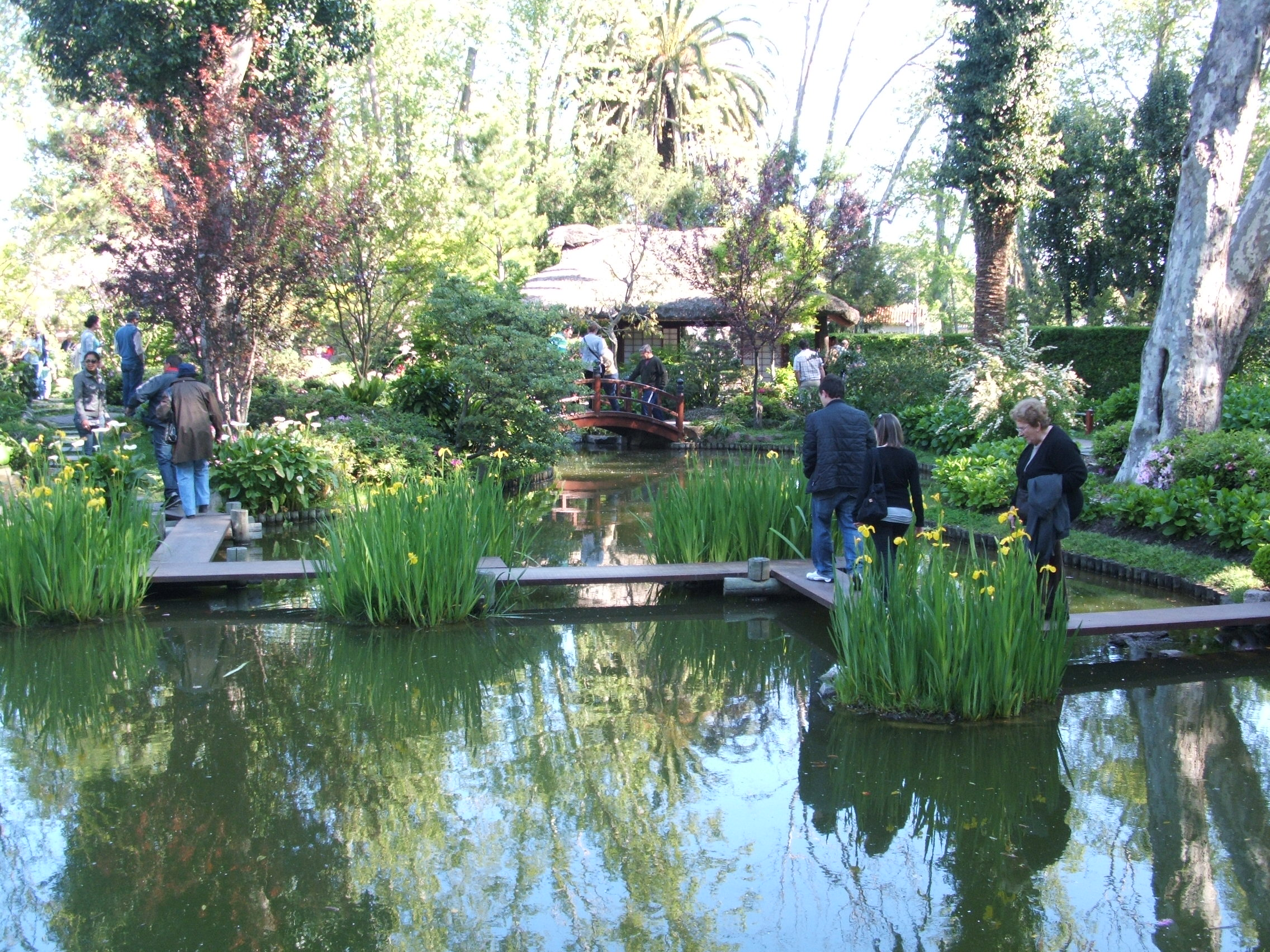
カキツバタ
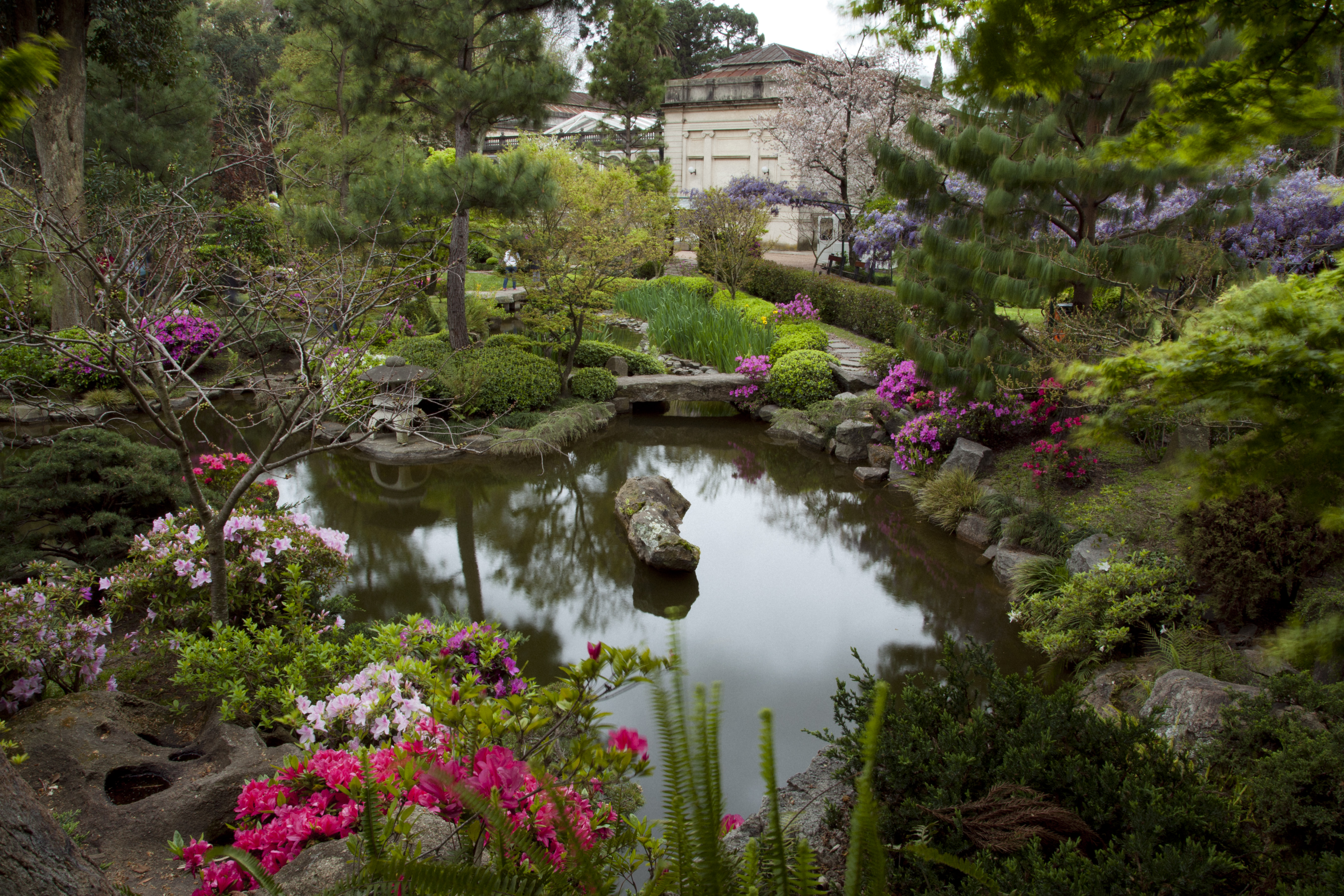
ツツジやフジ
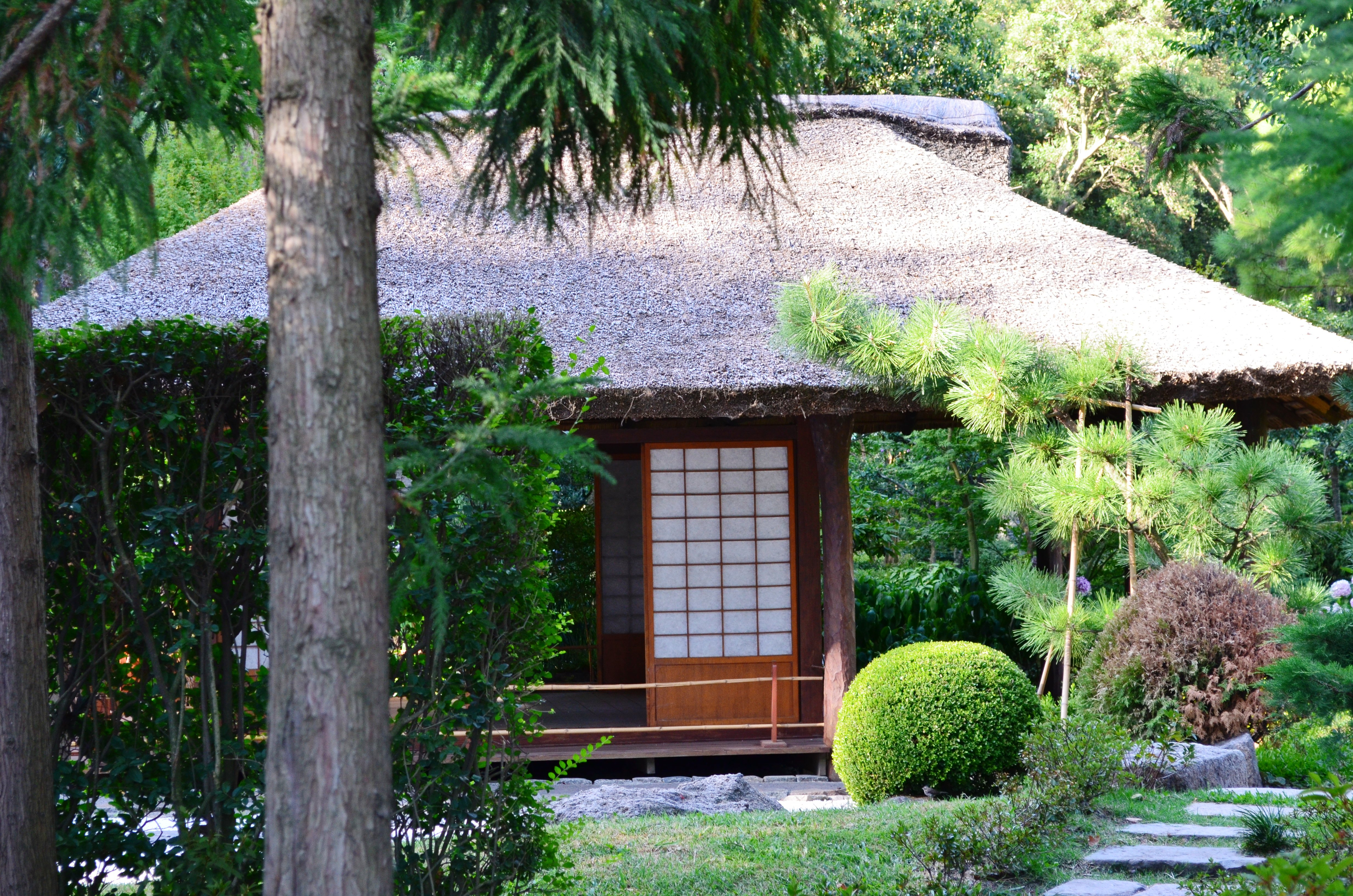
東屋
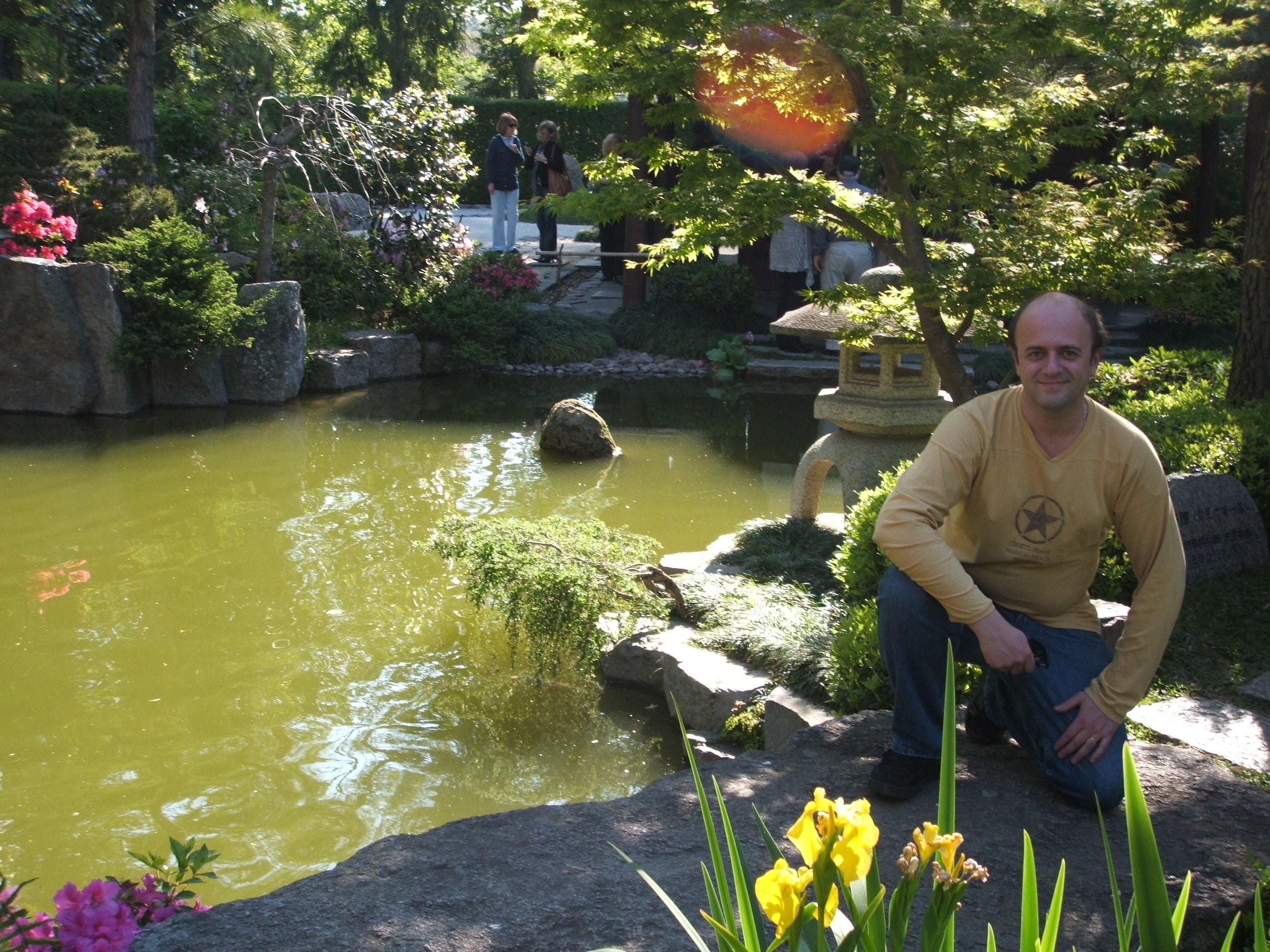
楽しそうな男性